# Први плес
Први плес је елемент у бројним традицијама, као отварање одређене догађаје: бал, матура, свадба итд.

## Балови
У контексту балова, израз "први плес" има два значења.
На разним баловима први плес је водио почасни гост, који је обично била особа највишег друштвеног положаја у датом контексту, као што је члан краљевске породице, ако је итко био присутан. Њихов плес је био отварање бала. Пошто су то углавном били дуги плесови, почасни гости би били први који би сишли на подијум, а не само двоје људи који су плесали током целог првог музичког дела.
У Француској у 17. веку, менует, који се назива и "Краљица плесова", био је први плес. У Викторијанско доба први плес је био кадрил.  Током 19. века балови у Руском царству отварани су полонезом. 
Друго значење је прва појава младе даме на друштвеном скупу. То се могло десити или на уобичајеном балу или на посебно приређеном дебитантском балу или котиљону.

## Венчање
„Први плес” брачног пара је популаран елемент на савременим европским и америчким свадбеним пријемима или прославама после венчања. Новопечени пар, као почасни гости на плесу, отварају плес.  Стил плеса је лични избор. Неки парови се одлучују за увежбани плес, док извори попут колумнисте о бонтону Џудит Мартин сматрају да је извођење кореографског дуета за гледаоце неприкладно. 
У прошлости, пар није сам плесао први плес. У свом водичу из 1922. године, Емили Пост је препоручила младенцима да се не придружују плесу све док њихови гости не почну, и једноставно прво плешу једно са другим пре него што пређу на друге партнере.  То се догодило док су други гости наставили да плешу, и није му придавана посебна пажња нити се третирало као наступ.
У данашње време, плес није вештина која је уобичајена у друштву. Стога, неки модерни парови или споро плешу или науче плес, било да се ради о стилу балског плеса или кореографској рутини. Музика уз коју плешу је такође веома разнолика, а често се бирају модерни хитови са топ листа.  Подучавање и увежбавање „првог плеса“ је сада услуга коју нуде плесни студији, независни инструктори плеса и специјализоване компаније за подучавање венчаног плеса.    

## Остало
На „Студниовки“, својеврсној матурској вечери у Пољској, први плес је обично полонеза,  коју ученици обично морају да вежбају пре бала.